# 金明 (1926年)
金明（1926年11月—2004年8月19日），黑龙江省哈尔滨呼兰人。中华人民共和国舞蹈艺术家、国家一级编导。

## 生平
金明毕业于哈尔滨大学音乐系、东北铁路学院。1947年参加革命工作，1949年加入中国共产党，同年担任长春市文工团团长。1952年调任中国中央歌舞团党委青年委员、舞蹈编导、舞蹈队队长、副团长。曾任中国舞蹈家协会书记处书记、第三、四届常务理事和第五届理事。2004年8月19日，在北京病逝，终年78岁。
金明创作的舞蹈、舞剧、大歌舞等作品近百部，代表作是“八大抒情舞”，其中《红绸舞》、《扇舞》、《孔雀舞》分别参加第三、五、六届世界青年联欢节舞蹈大赛，获3枚金质奖章；《葵花向太阳》、《北方吹来十月的风》分获中华民族二十世纪经典舞蹈“金像奖”；《霓裳羽衣舞》、《金蛇飞舞》、宗清乐舞《盛世行》分获国家文化部新作品表演奖、新作品创作奖、首届文化奖。他还参与了《祖国颂》、《中国革命之歌》、《万紫千红》等创作。